# ایرج خدری
ایرج خدری (۱۳۵۰ در کرمانشاه – ۱۳۹۵ در تهران) بازیکن بسکتبال و بازیگر اهل ایران بود.

## زندگی‌نامه
وی در سال ۱۳۵۰ خورشیدی در شهر کرمانشاه به دنیا آمد و در شهرهای خرمشهر و بندرعباس بزرگ شد.

### عرصه ورزشی
در دهه ۱۳۷۰ خورشیدی از بندرعباس به تهران مهاجرت کرد و برای تیم فتح تهران بازی کرد.
خدری در رقابت‌های جوانان آسیا (۱۹۹۰ میلادی) در ناگویا، ژاپن، تیم ملی را همراهی کرد. اردوی تدارکاتی آن تیم، در دانشگاه شریف برپا بود.
با قد 217 سانتیمتری خود خیلی زود در نوجوانی به عضویت تیم‌های ملی امید و بزرگسالان ایران درآمد.

### آسیب دیدگی و فلج شدن
در سال ۱۳۷۷ در جریان بازی‌های لیگ برتر بسکتبال ایران در مشهد با کمر به زمین افتاد و نخاع وی آسیب دید، این آسیب دیدگی باعث شد که برای همیشه از ورزش دور شود.
ایرج خدری در گفتگویی با تلویزیون ایران گفته بود که هر دو پایش از مچ فلج شده بودند. او به علت دشواری در حرکت نتوانست ورزش را ادامه دهد و برای تأمین معاش خانواده‌اش به دستفروشی در میدان امام حسین تهران روی آورد.
خدری می‌گفت مدتی نیز به ورزش‌های بوکس و پرتاب وزنه می‌پرداخته و زمانی هم از او دعوت شده که دروازه‌بان تیم فوتبال پرسپولیس شود، اما بسکتبال را ادامه داد.
او می‌گفت که با توجه به قامت استثنایی‌اش تهیه کفش و لباس برایش دشوار بود و به خبرگزاری فارس گفته بود: «شماره پای من ۵۴ بود و زمانی که بازی می‌کردیم مانند الان نبود که همه چیز پیدا شود و مدتی را بدون کفش بسکتبال بازی می‌کردم تا اینکه برای مسابقات چیزی شبیه کفش را با برادرم درست کردیم و کسی هم متوجه نشد. پس از اینکه برای مسابقات جوانان به ژاپن رفتیم با پول خودم دو جفت کفش خریدم و مدتی پوشیدم.»

### فقر و دستفروشی در تهران
آقای خدری می‌گفت بخشی از هزینه زندگی او را «کمیته امداد امام خمینی» تأمین می‌کرده و اما برای تأمین مخارج بیماری ام‌اس همسرش در چند سال اخیر مجبور بوده که دستفروشی هم بکند.

آقای خدری چند ماه پیش از مرگش به خبرگزاری فارس گفته بود :
«با وجود اینکه وضعیت خوبی نداشتم، مسئولان تیم فتح قرارداد را یک طرفه فسخ کردند و گفتند خانه‌ای که در اختیارتان است را هم باید تخلیه کنید. همان زمان پزشکان به من اعلام کردند که شاید با یک حرکت ساده هم دچار قطعی نخاع شوم. با وجود اینکه در مسابقات سوم شده بودیم، حتی مدال و حکم مرا هم ندادند و هیچ خبری از مسئولان تیم فتح نبود.»

### عرصه سینمایی
او به دلیل قامت خود مورد توجه تهیه‌کنندگان فیلم قرار گرفت و توانست در چند فیلم هم بازی کند، از جمله دایان باخ (۱۳۷۱)، دمرل (۱۳۷۲)، من زمین را دوست دارم (۱۳۷۲) و سنتوری (۱۳۸۵)، مختارنامه

## زندگی خصوصی
از او یک پسر ۱۰ ساله و یک دختر ۵ ساله مانده‌است.

## درگذشت
وی در شامگاه روز ۱۹ تیر ۱۳۹۵ در سن ۴۵ سالگی در بیمارستان امام حسین تهران درگذشت. پزشکان می‌گویند از بین رفتن قوای کامل جسمی اش، عامل مرگ او بود.